# 1833
1833 (MDCCCXXXIII) var ett normalår som började en tisdag i den gregorianska kalendern och ett normalår som började en söndag i den julianska kalendern.

## Händelser

### Januari
- 3 januari – Storbritannien kastar ut Argentinas guvernör över Falklandsöarna.[1]

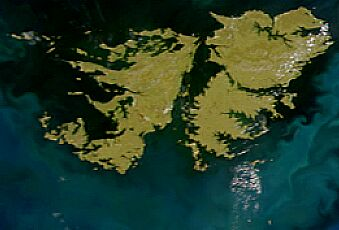
Bråk om Falklandsöarna.

- 23 januari – Storbritannien återerövrar Falklandsöarna.[2]

### Mars
- 4 mars

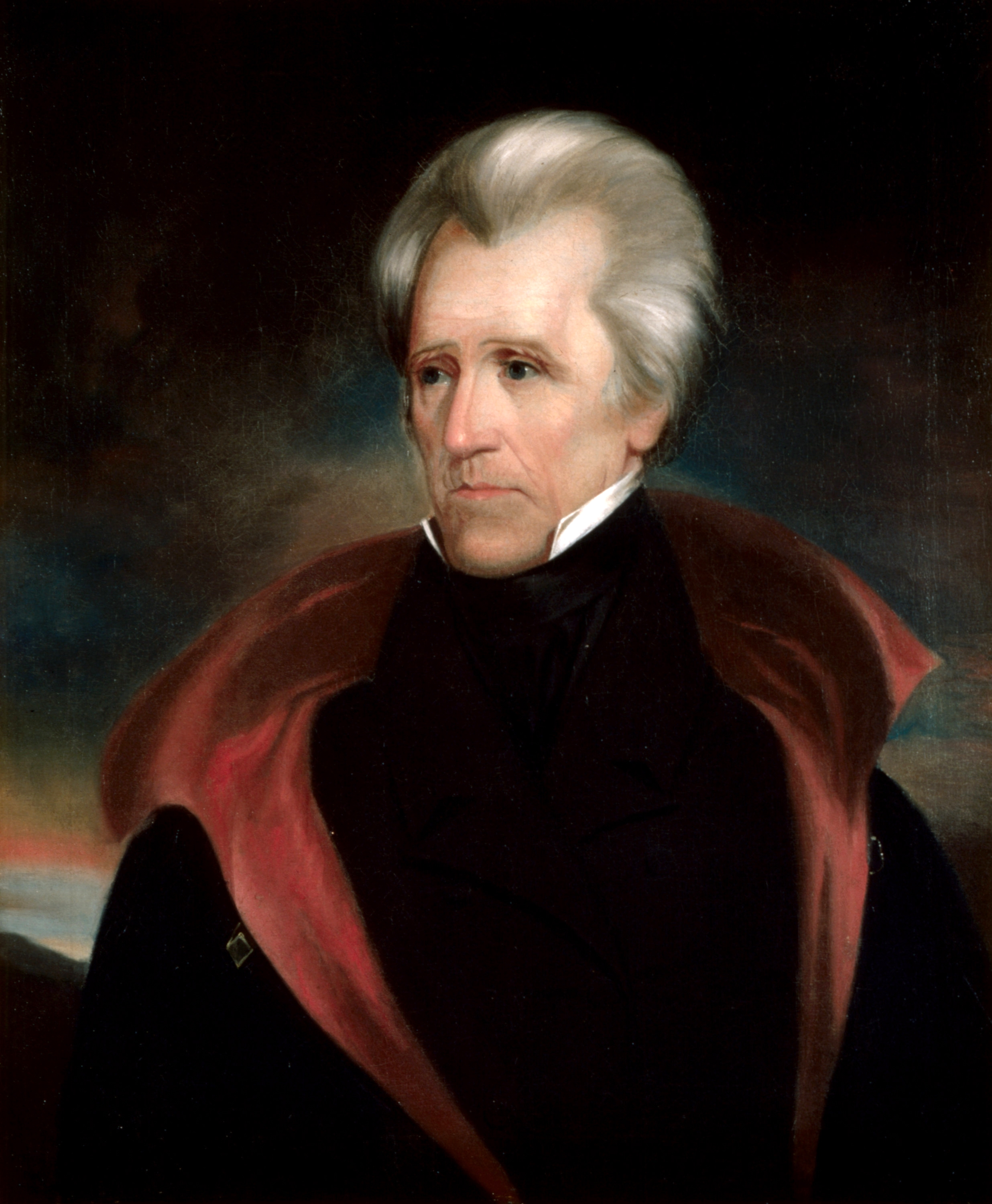
Andrew Jackson.

  - USA:s president Andrew Jackson tillträder sin andra ämbetstid,                                                                                                  med sin trogne vapendragare, Martin Van Buren som USA:s nye vicepresident .

### Augusti
- 1 augusti
  - Storbritanniens parlament antar den lag som från 1834 befriar alla kvarvarande slavar inom det Brittiska imperiet.
  - King William's College i Isle of Man invigs officiellt.
- 12 augusti – Staden Chicago byggs vid Chicagoflodens estuarium av 350 nybyggare.
- 29 augusti – Storbritanniens parlament antar lagar som begränsar barnarbetet.

### September
- 29 september – Tre år gammal blir Isabella II drottning av Spanien, under sin mor Maria Kristinas av Bägge Sicilierna förmyndarskap.  Hennes farbror Don Carlos, hertig av Molina utmanar hennes anspråk på tronen, och så börjar det första carlistkriget.

### Oktober
- 31 oktober–15 november – Amerikanska soldater landstiger i Buenos Aires för att skydda USA:s och andra staters intressen under ett uppror.[3]

### November

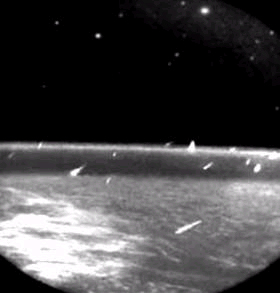
Leoniderna.

- 12–13 november – Stars Fell on Alabama: En spektakulär meteorskur från Leoniderna observeras i Alabama, USA.
- 23 november – En ny svensk legostadga (tjänstehjonslag) antas, vilken officiellt är i kraft ända till 1926.
- 25 november – En stor 8,7-skalig jordbävning slår till mot Sumatra.

### December
- 14 december – Pojken Kaspar Hauser knivhuggs och avlider tre dagar senare.

### Okänt datum
- En diligenslinje öppnas i Sverige mellan Stockholm och Göteborg.
- Hela Eskilstuna får fristadsrättigheter då det gäller klensmide.
- Skalden Esaias Tegnér myntar uttrycket "freden, vaccinet och potäterna" som förklaring till den stora befolkningsökningen i Sverige.
- Peter Wieselgren blir kyrkoherde i Västerstad i Skåne och börjar propagera för nykterhet.
- Lars Johan Hierta startar serieutgivning i häften av europeisk samtidslitteratur i översättning.
- Charles Babbage börjar bygga den analytiska maskinen – världens första dator.
- Boken Lasse-Majas besynnerliga öden kommer ut.
- Stockholms stadsvakt och brandvakt slås ihop till en gemensam kår, Stockholms stads militärkår.[4]
- American Anti-Slavery Society bildas.

## Födda

### Första kvartalet

#### Januari
- 28 januari – Charles George Gordon, brittisk general, filantrop och nationalhjälte.

#### Februari
- 6 februari – J.E.B. Stuart, amerikansk militär.
- 7 februari – Ricardo Palma, peruansk författare.
- 25 februari – Clement A. Evans, amerikansk militär.
- 28 februari
  - Carl Hilty, schweizisk filosof. (död 1909)
  - Alfred von Schlieffen, preussisk militär. (död 1913)

#### Mars
- 21 mars – Carl Stål, svensk entomolog.

### Andra kvartalet

#### April
- 2 april – Alexander Järnefelt, finländsk officer, topograf och guvernör.
- 11 april – Fredrik von Otter, svensk politiker, friherre och sjömilitär, Sveriges statsminister 1900–1902.
- 18 april – Petter Näsman, svensk hemmansägare och riksdagsman.
- 19 april – Wayne MacVeagh, amerikansk diplomat och politiker.

#### Maj
- 7 maj – Johannes Brahms, tysk tonsättare.

#### Juni
- 4 juni – Garnet Joseph Wolseley, brittisk fältmarskalk.
- 4 juni – Eliza Lynch, paraguayansk första dam.
- 24 juni – Gustaf Åkerhielm, svensk politiker, friherre och godsägare, Sveriges statsminister 1889–1891.

### Tredje kvartalet

#### Juli
- 28 juli – James H. Lane, amerikansk professor och militär.

#### Augusti
- 1 augusti – Gilbert Carlton Walker, amerikansk politiker.
- 20 augusti – Benjamin Harrison, amerikansk politiker, USA:s president 1889–1893.
- 28 augusti – Edward Burne-Jones, brittisk målare och illustratör, prerafaelit.

#### September
- 19 september – Walfrid Weibull, svensk pionjär som fröförädlare och grundare av familjeföretaget Weibulls.

### Fjärde kvartalet

#### Oktober
- 16 oktober – Walter Clopton Wingfield, engelsk major och uppfinnare av det moderna tennisspelet.
- 21 oktober – Alfred Nobel, svensk uppfinnare, kemist och donator.
- 22 oktober – Gustav Brandelius, svensk konstnär och officer.

#### November
- 12 november
  - Aleksandr Borodin, rysk kompositör.
  - John Martin, amerikansk demokratisk politiker, senator 1893–1895.
- 30 november – Artur Hazelius, svensk filolog och folklivsforskare, grundare av Nordiska museet och friluftsmuseet Skansen.

#### December
- 2 december – Friedrich Daniel von Recklinghausen, tysk patolog.
- 3 december – John Aird, baronet och engelsk ingenjör.
- 10 december – Ellen Anckarsvärd, svensk feminist.
- 15 december – Benjamin Harrison Eaton, amerikansk republikansk politiker, guvernör i Colorado 1885–1887.
- 29 december – John James Ingalls, amerikansk republikansk politiker, senator 1873–1891.

### Okänt datum
- Kate Warne, amerikansk privatdetektiv.

## Avlidna

### Första kvartalet

#### Januari
- 10 januari – Adrien-Marie Legendre, 80, fransk matematiker.

#### Februari
- 6 februari – Pierre André Latreille, 70, fransk entomolog.

#### Mars
- 4 mars – Dominique Bouligny, 59, amerikansk politiker, senator 1824–1829.
- 11 mars – Franz Passow, 46, tysk klassisk filolog och lexikograf.

### Andra kvartalet

#### April
- 22 april – Richard Trevithick, 62, brittisk ingenjör som tog fram världens första lok 1804.

#### Maj
- 15 maj – Edmund Kean, 46, brittisk skådespelare.
- 23 maj – Richard Skinner, 54, amerikansk jurist och politiker, guvernör i Vermont 1820–1823.
- 24 maj – John Randolph, 59, amerikansk politiker och diplomat.
- 28 maj – Johann Christian Friedrich Haeffner, 74, svensk hovkapellmästare och grundare av studentsången i Uppsala.

#### Juni
- 1 juni – Olof Rudolf Cederström, 69, svensk greve, generalamiral och statsråd.
- 6 juni – Alexander Buckner, 48, amerikansk politiker, senator 1831–1833.

### Tredje kvartalet

#### Juli
- 5 juli – Nicéphore Niépce, 68, den förste fotografen.
- 16 juli – Pierre-Narcisse Guérin, 59, fransk konstnär.
- 22 juli – Jesse Wharton, 50, amerikansk politiker.

#### Augusti
- 3 augusti – Claire Démar, fransk feministisk journalist och författare.
- 13 augusti – Elias Wilhelm Ruda, 26, svensk skald och litteraturkritiker.

#### September
- 11 september – Anders Gamborg, 79, dansk filosof.
- 22 september – Marcus Wallenberg, 59, svensk biskop och författare.
- 27 september – Ram Mohan Roy, 61, indisk religionsstiftare.

### Fjärde kvartalet

#### Oktober
- 25 oktober – Abbas Mirza, 44, persisk tronföljare.

#### November
- 23 november – Jean-Baptiste Jourdan, 71, fransk greve och militär.

#### December
- 17 december – Kaspar Hauser, 21, tyskt legendomspunnet hittebarn.

### Fotnoter
1. ↑  World Statesmen
2. ↑  Det hände i dag
3. ↑  ”USA:s militära insatser i utlandet 1798-2004”. Arkiverad från originalet den 9 december 2013. https://web.archive.org/web/20131209174005/http://www.history.navy.mil/library/online/forces.htm. Läst 30 januari 2011.
4. ↑  Björn Furuhagen (20 mars 2002). ”Ordning på stan”. Populär Historia. http://popularhistoria.se/artiklar/ordning-pa-stan/. Läst 8 april 2017.